# 帝釈峡パーキングエリア
帝釈峡パーキングエリア（たいしゃくきょうパーキングエリア）は、広島県庄原市東城町戸宇にある中国自動車道のパーキングエリアである。
かつては売店（ショップ）、食堂（スナック）およびガソリンスタンド（ガスステーション）が設置されていたが、2005年（平成17年）9月30日付けで閉鎖され、自動販売機のみの営業になった。
帝釈峡と言う名前ではあるが、実際の帝釈峡からはやや北側に離れた場所に位置している。

## 道路
- E2A 中国自動車道

## 施設

### 上り線（大阪方面）
- 駐車場
  - 大型17台
  - 小型16台
  - トレーラー2台
  - 車椅子用駐車場有
- トイレ
  - 男性 大3（和式1・洋式2）・小3
  - 女性 5（和式1・洋式4）
  - 車椅子用 1
- 自動販売機

### 下り線（広島方面）
- 駐車場
  - 大型18台
  - 小型25台
  - トレーラー3台
  - 車椅子用駐車場有
- トイレ
  - 男性 大3（和式1・洋式2）・小3
  - 女性 5（和式1・洋式4）
  - 車椅子用 1
- 自動販売機

## 隣
E2A 中国自動車道
(20)東城IC - 帝釈峡PA - 帝釈BS - 本村PA - (21)庄原IC